# Seznam řeckých leteckých společností
Toto je seznam provozovatelů letadel, kteří mají licenci od Řeckého úřadu pro civilní letectví.

## Pravidelné
| Letecká společnost | Obrázek | ICAO | IATA | Volací značka | Zahájení operací                                        |
| ------------------ | ------- | ---- | ---- | ------------- | ------------------------------------------------------- |
| Aegean Airlines    |         | AEE  | A3   | AEGEAN        | 1987 (jako Aegean Aviation) 1999 (jako Aegean Airlines) |
| Bluebird Airways   |         | BBG  | BZ   | CANDIA BIRD   | 2008                                                    |
| Olympic Air        |         | OAL  | OA   | OLYMPIC       | 2009 (jako Olympic Air) 1957 (jako Olympic Airways)     |
| Sky Express        |         | SEH  | GQ   | AIR CRETE     | 2005                                                    |

## Charterové
| Letecká společnost  | Obrázek                      | ICAO | IATA | Volací značka | Zahájení operací |
| ------------------- | ---------------------------- | ---- | ---- | ------------- | ---------------- |
| Air Mediterranean   |                              | MAR  | MV   | HELLASMED     | 2017             |
| Amjet Executive     |                              | AMJ  |      | AMJET EXEC    | 2009             |
| GainJet Aviation    |                              | GNJ  |      | HERCULES JET  | 2006             |
| Hellenic Seaplanes  |                              |      |      |               |                  |
| Lumiwings           | Boeing 737-300 der Lumiwings | LWI  |      | LUMI          | 2018             |
| Marathon Airlines   |                              | MTO  |      | MARATHON      | 2019             |
| Olympus Airways     |                              | OLY  |      | OLYAIR        | 2014             |
| Panellenic Airlines |                              | RJB  |      | PANELLENIC    | 2021             |

## Nákladní
| Letecká společnost | Obrázek | ICAO | IATA | Volací značka | Zahájení operací |
| ------------------ | ------- | ---- | ---- | ------------- | ---------------- |
| Aviator Airways    |         | AVW  |      | AVIATOR       | 1992             |
| Epsilon Aviation   |         | GRV  |      | EPSILON       | 2008             |
| Swiftair Hellas    |         | MDF  |      | SWIFTAIR      | 2005             |